# Tjärnan (Torsåkers socken, Gästrikland, 671272-153980)
Tjärnan är en sjö i Hofors kommun i Gästrikland och ingår i Gavleåns huvudavrinningsområde. Sjön har en area på 0,182 kvadratkilometer och ligger 69 meter över havet. Vid provfiske har abborre, mört och ruda fångats i sjön.

## Delavrinningsområde
Tjärnan ingår i det delavrinningsområde (671288-153919) som SMHI kallar för Ovan 671325-153995. Medelhöjden är 84 meter över havet och ytan är 3,5 kvadratkilometer. Det finns inga avrinningsområden uppströms utan avrinningsområdet är högsta punkten. Vattendraget som avvattnar avrinningsområdet har biflödesordning 3, vilket innebär att vattnet flödar genom totalt 3 vattendrag innan det når havet efter 53 kilometer. Avrinningsområdet består mestadels av skog (67 procent) och jordbruk (12 procent). Avrinningsområdet har 0,18 kvadratkilometer vattenytor vilket ger det en sjöprocent på 5,1 procent.